# (2310) Olshaniya
(2310) Olshaniya est un astéroïde de la ceinture principale.

## Description
(2310) Olshaniya est un astéroïde de la ceinture principale. Il fut découvert le 26 septembre 1974 à Naoutchnyï par Lioudmila Jouravliova. Il présente une orbite caractérisée par un demi-grand axe de 3,15 UA, une excentricité de 0,16 et une inclinaison de 2,7° par rapport à l'écliptique.

## Compléments